# Wołodymyr Czechiwski

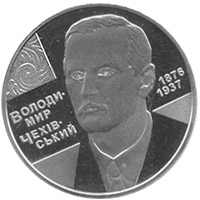
Wołodymyr Czechiwski na monecie Ukrainy

Wołodymyr Musijowycz Czechiwski (ukr. Володимир Мусійович Чехівський; ur. 7 lipca?/19 lipca 1876 w Horochowatce, zm. 3 listopada 1937 na uroczysku Sandarmoch) – ukraiński działacz społeczny i polityczny, premier Ukraińskiej Republiki Ludowej, teolog,  jeden z założycieli Ukraińskiej Autokefalicznej Cerkwi Prawosławnej.

## Życiorys
Syn duchownego prawosławnego. W 1900 ukończył Kijowską Akademię Duchowną, w latach 1901–1904 pracował jako pomocnik inspektora seminarium duchownego w Kamieńcu Podolskim, 1904–1905 uczył w seminarium w Kijowie. Magister teologii. W latach 1902–1904 należał do Ukraińskiej Partii Rewolucyjnej, od 1904 do stycznia 1919 – do Ukraińskiej Socjal-Demokratycznej Partii Robotniczej.
Za udział w rewolucji 1905 roku został zesłany na rok do Wołogdy. Po powrocie z zesłania w 1907 zamieszkał  w Odessie, gdzie przebywał do 1917. Po rewolucji lutowej i obaleniu caratu powrócił w 1917 do Kijowa i został członkiem Ukraińskiej Centralnej Rady. Od kwietnia 1918 dyrektor departamentu wyznań religijnych w ministerstwie oświaty rządu Ukraińskiej Republiki Ludowej, za Hetmanatu kontynuował pracę jako dyrektor departamentu ogólnego w ministerstwie wyznań. Działał jednocześnie politycznie w USDPR. Od początków 1918 członek Komitetu Centralnego USDPR. Jeden z inicjatorów powstania skierowanego przeciwko Pawło Skoropadskiemu i powołania Dyrektoriatu.
Od 26 grudnia 1918 do 13 lutego 1919 był premierem Ukraińskiej Republiki Ludowej, za jego rządów podpisano Akt Zjednoczenia URL i ZURL. Po odsunięciu od władzy, w związku z próbami porozumienia z bolszewikami, działał w opozycji do Symona Petlury z pozycji lewicowych.
Po zajęciu w 1920 Ukrainy przez Armię Czerwoną pozostał w USRR. Początkowo zwolennik narodowego komunizmu, działał w niezależnej Ukraińskiej Partii Komunistycznej (UKP), do jej samorozwiązania (1925). Jeden ze współorganizatorów Ukraińskiej Autokefalicznej Cerkwi Prawosławnej, doradca metropolity Wasyla i działacz Cerkwi. Zwolennik socjalizmu chrześcijańskiego. Jednocześnie pracował w wydziale historyczno-filozoficznym Wszechukraińskiej Akademii Nauk i był wykładowcą uczelni kijowskich (politechniki i akademii medycznej).
Został aresztowany przez OGPU 29 lipca 1929 w sprawie tzw. Związku Wyzwolenia Ukrainy (ukr. Спілка Визволення України – mistyfikacja OGPU), w procesie pokazowym 19 kwietnia 1930 skazany na 10 lat więzienia. Karę odbywał początkowo w politizolatorach, a od 1935 w łagrze SŁON (Sołowiecki Obóz Specjalnego Przeznaczenia) na Wyspach Sołowieckich. W 1936 wyrok przedłużono do 20 lat.  9 października 1937 „trójka specjalna” NKWD obwodu leningradzkiego RFSRR skazała jednym wyrokiem listę 1116 więźniów Sołowek na śmierć. Na liście znajdowało się nazwisko Czechowskiego. Rozstrzelany 3 listopada 1937 razem z Łesiem Kurbasem, Mykołą Kuliszem, Ołeksą Slisarenką, Mykołą Zerowem, Myrosławem Irczanem, Pawło Fyłypowyczem i in. w masowej egzekucji ukraińskich twórców i działaczy społecznych na uroczysku Sandarmoch w Karelii.